# Тернопільська загальноосвітня школа № 26
Тернопільська загальноосвітня школа І-ІІІ ступенів № 26 — середній освітній комунальний навчальний заклад Тернопільської міської ради в м. Тернополі Тернопільської області.

## Історія
Школа заснована в 1989 році.
У 2000 — введено поглиблене вивчення англійської мови, відкрито спортивні класи та класи біолого-хімічного профілю.

## Сучасність
У 26 класах школи навчається 685 учнів.
У школі викладають англійську та німецьку мови.

## Педагогічний колектив
- Галина Михайлівна Нірода — директор

## Відомі випускники
- Дмитро Заплітний (1983—2015) — український військовик, молодший сержант 128-ї гірсько-піхотної бригади, учасник російсько-української війни 2014—2017.
- Кульпа Юрій (нар. 1976)  — український журналіст, військовик (лейтенант). Член НСЖУ (2002).